# Love Rollercoaster
Love Rollercoaster е песен на американската фънк и ритъм енд блус банда The Ohio Players. Песента става хит веднага след излизането си и се изкачва до върха на фънк и R&B класациите.
Песента използва скоростното влакче в увеселителните паркове като метафора за издиганията и спадовете в романтичните връзки.
Около песента възниква и широко разпространена градска легенда. Между 2:32 и 2:36 се чува човешки вик. Според легендата това е писък на човек, който е бил убит по време на записа. Появяват се и много други обяснения на случилото се, но в действителност гласът е на Били Бек.
През 1996 американската фънк рок група Ред Хот Чили Пепърс прави кавър на песента.